# Léon Charpentier (dramaturge)
 (février 2014).
Si vous disposez d'ouvrages ou d'articles de référence ou si vous connaissez des sites web de qualité traitant du thème abordé ici, merci de compléter l'article en donnant les références utiles à sa vérifiabilité et en les liant à la section « Notes et références ».
Pour les articles homonymes, voir Léon Charpentier.
Léon Robert Joseph Charpentier, né le 22 mars 1862 à Bergues dans le département du Nord et mort le 5 août 1928 en son domicile à Montrouge, est un auteur de littérature politique, psychologique, poète et dramaturge français, mais aussi lyrique.
Cet écrivain a réalisé de nombreux articles pour le Journal des voyages (1896-1915), le Mercure de France et La Nouvelle Revue française entre 1900 et 1913. Ses œuvres sont connues pour leurs précisions historique et culturelle, comme L'épopée de la vieille Écosse (1923). Il écrit beaucoup sur les coutumes de pays lointains et surtout il apprécie particulièrement l'Asie, qu'il évoque dans ses nombreuses comédies.
Léon enseigne à la Sorbonne, il est aussi directeur de La Revue hebdomadaire et directeur littéraire de La Revue mondiale. Ses principales œuvres sont Silence aux vainqueurs ! À l'empereur Guillaume II (1896) dans laquelle il affiche pleinement ses convictions, Chants robustes (recueil de poèmes, 1899) ou encore Les transmigrations de Yo-Tchéou (1920) qu'on retrouve jusqu'aux États-Unis.
Cet homme a une vie tortueuse, il a deux enfants en 1903 et 1914 de sa future femme qu'il n'épouse qu'en 1916 et dont il sera veuf onze ans plus tard, après avoir perdu sa fille aînée à l'âge de vingt ans. Il meurt d'une phlébite en 1928 à soixante six ans en laissant son fils orphelin de toute famille. Il résidera principalement sur Paris et sa banlieue bien qu'étant originaire du nord de la France.
Léon écrit également sous les pseudonymes d'André Charmelin et de Robert Dunier. Certains livres sont encore conservés à la Bibliothèque nationale de France et l'on peut toujours trouver quelques exemplaires chez les bouquinistes ou les passionnés. Sa famille reconstitue lentement le puzzle de sa vie et de ses écrits, le temps et les différentes guerres ayant fait leurs œuvres.

## Œuvres
- Silence aux vainqueurs ! À l'empereur Guillaume II, Paris, A. Savine, 1896, in-16, 16 pages
- Don de fée, conte dramatique en 1 acte, en vers, Paris, P. Ollendorff, 1897, in-16, 28 pages
- L'Ordre social, comédie satirique en 1 acte, en prose, Paris, P. Ollendorff, 1898, in-16, 31 pages
- Chants robustes, recueil de poèmes, Paris, Société libre d'édition des gens de lettres, 1899, in-16, 239 pages
- À moi les tiares !, comédie-bouffe en 1 acte, en prose, Paris, M. Haffner, 1903, in-16, 31 pages
- Le gendarme a de l'esprit, conte-bouffe en un acte, en prose, Paris, A. Charmelin, 1905, in-16, 30 pages
- Les Transmigrations de Yo-Tchéou, Paris, Société Anonyme d'Édition et de Librairie, 1920, in-12°, 129 pages
- Jeu des trente-six bêtes : sur la loterie Hua-Hoey, Paris, Société Anonyme d'Édition et de Libraire, 1920, 54 pages (publiée auparavant sous le titre Sur la loterie "Hua-Hoey" ou Jeu des trente-six bêtes dans la Revue Blanche" du 15 janvier 1901 aux pages 98 à 109)
- L'Épopée de la vieille Écosse, roman historique, Paris, Albert Méricant éditeur, 1922, 19 cm, 260 pages[3]
- Liberté !, drame en cinq actes, un prologue et huit tableaux, Paris, Albert Méricant éditeur, 1921, in-8, 129 pages